# Farnli-Esel
Farnli-Esel är ett berg i Schweiz. Det ligger i distriktet Emmental och kantonen Bern, i den centrala delen av landet. Toppen på Farnli-Esel är 1 360 meter över havet. Berget ingår i bergstrakten Napfgebiet.
Terrängen runt Farnli-Esel är huvudsakligen kuperad. Den högsta punkten i närheten är Napf, 1 408 meter över havet, 5,0 km öster om Farnli-Esel.
I omgivningarna runt Farnli-Esel växer i huvudsak blandskog.